# Legio V Parthica
Legio V Parthica (V Парф'янський легіон) — римський легіон часів пізньої імперії.

## Історія
Сформовано у 300 році (разом з Legio IV Parthica та Legio VI Parthica) імператором Діоклетіаном для зміцнення східного кордону імперії. Назва — Парф'янський — свідчить про подовження римської традиції називати Східне царство Парфією, незважаючи на те, що там вже постала Персія династії Сасанідів.
Військовим табором легіон став у важливому місті Аміда (сучасне м. Д'ярбакир). Забезпечував захист кордонів провінції Осроена. У 351 році підсилено вексиларіями Legio XXX Ulpia Victrix та підрозділами Legio X Fretensis. У 359 році витримав 73-денну облогу перського війська на чолі із Шапуром II, але зрештою зазнав поразки, в результаті чого втратив більшу частину свого складу. Полонені легіонери за наказом перського царя опинилися на сході його держави.
У Переліку почесних посад (Notitia Dignitatum) легіон вже не згадується. Напевне залишки легіону увійшли до складу інших римських військових частин.